# Luca di Melicuccà
Luca di Melicuccà, detto Luca il Grammatico (Melicuccà, 1035/1040 – Amaroni, 10 dicembre 1114), fu monaco basiliano e vescovo. Venerato come santo dalla Chiesa cattolica, è ricordato il 10 dicembre.

## Biografia
Nacque a metà dell'XI secolo in provincia di Reggio Calabria, nel paese di Melicuccà, già famoso all'epoca per essere stato il luogo in cui Sant'Elia Speleota passò gli ultimi anni della sua vita.
Incerta è la sua data di nascita, che si dovrebbe aggirare tra il 1035 e il 1040. Suo padre si chiamava Ursino, la madre Maria.
Sulla sua formazione ebbe grande influsso Nicola, vescovo della vicina Oppido. Già da giovane intraprese la via del monachesimo presso il Monastero delle Grotte, fondato a Melicuccà da Sant'Elia Speleota, dove studiò assiduamente i Testi Sacri.
Fu presto ordinato sacerdote, e nel 1092 fu scelto come vescovo della piccola diocesi di Isola. Negli anni successivi viaggiò molto: si recò anche in Sicilia dove ordinò, seguendo il rito greco, alcuni sacerdoti. Ma la sua attività pastorale si svolse soprattutto in Calabria. Fu attivo in particolare a Medino (nella Piana di Sibari), a Scilla, a Squillace, a Bovalino e in molte zone della Calabria meridionale. Tentò anche di recarsi, invano, a Costantinopoli. La sua predicazione fu spesso accompagnata da eventi miracolosi, come l'avere messo in fuga un lupo oppure la guarigione di un ammalato.
Fondò nei pressi di Amaroni il monastero di San Nicola di Vittorito, dove si ritirò negli ultimi anni della sua vita. Morì il 10 dicembre 1114. Fu prima sepolto a Solano (nei pressi di Bagnara Calabra) e successivamente fu traslato nella cattedrale di Bova. Di lui non si è conservata nessuna opera, tantomeno le reliquie.
Chiamato "Luca il Grammatico" (dal greco grammatikòs, "letterato") per la sua erudizione, dotato di grande eloquenza, fu anche valente innografo (e di ciò si ha testimonianza nel Codice Messinese Greco, nel quale sono presenti dei Canoni (poesie) da lui composti in onore di San Giovanni Battista) ed amanuense (ne è prova una pergamena greca contenente il testamento dell'abate Gregorio, igumeno del monastero di San Filippo di Demenna, scritto da Luca nel 1105).
Fu il primo vescovo della diocesi di Isola Capo Rizzuto (Asylon nome greco dell'allora cittadina),fu durante la sua carica che venne ritrovata l'icona sacra della Madonna Greca. Rimangono pochi reperti della sua carica di vescovo per via di papà Gregorio XIII che fece trasferire tutti i documenti,molte icone(ad eccezione della Madonna Greca il cui culto è tutt'oggi molto sentito ad Isola Capo Rizzuto) e oggetti di valore a Roma come suo personale patrimonio. A Steccato di Cutro, che fu possedimento della Diocesi di Isola Capo Rizzuto per 400 anni, esiste ancora una collinetta che continua a portare il suo nome "Timpone San Luca" a testimonianza del suo passaggio. 